# 提督福建总兵官
提督福建总兵官，通称福建陆路提督，是清朝福建省绿营最高长官，为武职从一品，与闽浙总督、福建巡抚并称“封疆大吏”。
提督福建总兵官的办事机构为“福建陆路提督衙门”，设在泉州府城。提督福建总兵官下辖本标五营、福州城守协、兴化城守协、泉州城守协、长福营等，官兵共计9976人。提督福建总兵官还节制福宁镇（兼辖水师）、汀州镇、建宁镇、漳州镇等4镇，4镇均设有总兵官。提督福建总兵官则受福州将军、闽浙总督节制。